# Arancha González Laya
María Aránzazu "Arancha" González Laya, španska političarka in pravnica; * 22. maj 1969, San Sebastian, Španija. 
Je španska pravnica in nekdanja pomočnica generalnega sekretarja Združenih narodov in izvršna direktorica Mednarodnega trgovinskega centra, skupne agencije Združenih narodov in Svetovne trgovinske organizacije. Na to funkcijo je bila imenovana avgusta 2013, opravljala pa jo je do 10. januarja 2020, ko je postala ministrica za zunanje zadeve, Evropsko unijo in sodelovanje v španski vladi premierja Pedra Sáncheza.

## Zgodnje življenje
Arancha González se je rodila v San Sebastianu 22. maja 1969 in odraščala v baskovski občini Tolosa. Diplomirala je iz prava na Univerzi v Navarri in podiplomsko iz evropskega prava na Univerzi Carlos III v Madridu.

## Kariera
Arancha González Laya je kariero začela v zasebnem sektorju kot sodelavka v nemški odvetniški pisarni Bruckhaus Westrick Stegemann in svetovala podjetjem na področju trgovine, konkurence in državne pomoči.
Med letoma 2002 in 2005 je bila tiskovna predstavnica Evropske komisije za trgovino in svetovalka evropskega komisarja za trgovino Pascala Lamyja. Pozneje je v Komisiji opravljala različne funkcije na področju mednarodne trgovine in zunanjih odnosov, vključno s pogajanji o trgovinskih sporazumih med EU in Mercosurjem, Iranom, Zalivskim svetom za sodelovanje, Balkanom in sredozemskimi državami. Pomagala je tudi državam v razvoju pri izkoriščanju trgovinskih priložnosti v Evropi.
Arancha González Laya je bila med letoma 2005 in 2013 šefinja kabineta Pascala Lamyja v vlogi generalnega direktorja STO. V tej vlogi je bila tesno vključena v ustanovitev pobude STO za pomoč trgovini, prav tako pa tudi v okrepljeni integrirani okvir, skupno podjetje več mednarodnih organizacij, ki pomaga graditi trgovinske zmogljivosti v najrevnejših državah sveta. Bila je predstavnica generalne direktorice STO (Sherpa) v skupini G-20 .
V času, ko je bila izvršna direktorica Mednarodnega trgovinskega centra, je Gonzálezova vodila globalna prizadevanja za ekonomsko opolnomočenje žensk. To vključuje tudi uvedbo pobude SheTrades iz leta 2015, katere cilj je do leta 2021 na trg povezati tri milijone podjetnic. Prav tako je igrala vodilno vlogo pri sprejemanju Buenos Aireške deklaracije o ženskah in trgovini na 11. ministrski konferenci Svetovne trgovinske organizacije, ki je decembra 2017 potekala v Buenos Airesu v Argentini. Leta 2019 je Gonzálezova souredila zbirko esejev 28 voditeljic z vsega sveta "Ženske, ki oblikujejo globalno gospodarsko upravljanje".
Leta 2014 je Gonzálezova začel prvi forum Trgovina za trajnostni razvoj, ki je zbral javni in zasebni sektor, da bi spodbudil razpravo o okolju prijaznejši trgovini in obravnavanju le-te ter o podnebnih spremembah. 6. izdaja foruma Trgovina za trajnost je potekala 7. in 9. oktobra 2019.

### Zunanja ministrica
13. januarja 2020 je Arancha González prisegla kot ministrica za zunanje zadeve, Evropsko unijo in sodelovanje v drugem kabinetu Pedra Sáncheza in nasledila Margarito Robles, ki je bila vršilka dolžnosti ministra.
Maja 2020 so, po objavi, da bo generalni direktor Roberto Azevedo avgusta 2020 odstopil, ponovno vzniknile novice, v katerih je bila Gonzálezova favoritka za vodenje Svetovne trgovinske organizacije (STO); do julija je izključila kakršno koli kandidaturo za to vlogo.
Decembra 2020 je Gonzálezova dejala, da Španija pozdravlja normalizacijo odnosov med Marokom in Izraelom, vendar je zavrnila ameriško priznanje maroškega zahtevka do Zahodne Sahare. Funkcijo zunanje ministrice je opravljala do 12. julija 2021.

## Druge dejavnosti
- Elcano Royal Institute za mednarodne in strateške študije, član upravnega odbora [15]
- Mednarodni svetovni prvaki spolov (IGC), predsednica globalnega svetovalnega odbora (od 2019) [16] [17]
- Mednarodni trgovinski center (ITC), predsednica svetovalnega odbora za institucije za podporo trgovini in naložbam [18]
- Fundacija Mo Ibrahim, članica svetovalnega sveta [19]
- Pariška šola za mednarodne zadeve (PSIA), članica strateškega odbora [20]
- Svetovni ekonomski forum (WEF), sopredsednica Sveta za prihodnost mednarodne trgovine in naložb [21]
- Skupina na visoki ravni med EU in Afriko, članica
- Komisija za širokopasovni dostop do trajnostnega razvoja, komisarka

## Politična stališča
Arancha González je bila zagovornica španske enotnosti in dialoga o katalonski neodvisnosti. 

## Zasebno
Arancha González je poučevala o trgovini in razvoju v Evropski šoli (Bruges), IELPO (Barcelona), v Svetovnem trgovinskem inštitutu (WTI) in v Šanghajskem inštitutu za zunanjo trgovino. Govori šest jezikov: španščino, baskovščino, angleščino, francoščino, nemščino in italijanščino. Med njenimi hobiji sta tudi treking in umetnost.